# Џорџ Портер
Џорџ Портер, барон Портер од Луденхема (6. децембар 1920 — 31. август 2002) је био британски хемичар. Добио је Нобелову награду за хемију 1967. године.

## Образовање и младост
Портер је рођен у Стејнфорту, близу Торна, у тадашњем Западном Рајдингу Јоркшира. Школовао се у гимназији Торн, затим је добио стипендију на Универзитету у Лидсу и стекао диплому основних академских студија из хемије. Током студија, Портеру је предавала Мередит Гвин Еванс, за коју је касније рекао да је најсјајнији хемичар којег је икада упознао. Стекао је докторат на Универзитету у Кембриџу 1949. године за истраживање слободних радикала произведених фотохемијским путем.  Касније је постао сарадник на колеџу Емануел у Кембриџу.

## Каријера и истраживање
Портер је служио у Краљевској морнаричкој добровољачкој резерви током Другог светског рата. Портер је касније наставио са истраживањем на Универзитету у Кембриџу под надзором Роналда Џорџа Рајфорда Нориша где је започео рад који је на крају довео до тога да они постану добитници Нобелове награде.
Његово оригинално истраживање у развоју технике флеш фотолизе за добијање информација о краткотрајним молекуларним врстама пружило је прве доказе о слободним радикалима. Његово касније истраживање користило је технику за проучавање детаљних аспеката светле фазе фотосинтезе, са посебним освртом на могуће примене у економији водоника, чији је он био снажан заговорник.
Био је помоћник директора Британске асоцијације за истраживање вискозе (рајона) од 1953. до 1954. године, где је проучавао фототендерисање обојених целулозних влакана на сунчевој светлости.
Портер је радио као професор на одсеку за хемију на Универзитету у Шефилду 1954–1965. Ту је започео свој рад на флеш фотолизи са опремом дизајнираном и направљеном у одељенској радионици. Током овог мандата такође је учествовао у телевизијском програму који описује његов рад. Портер је постао Фулеријски професор хемије и директор Краљевске институције 1966. Током свог управљања Краљевском институцијом, Портер је имао кључну улогу у оснивању Applied Photophysics (Примењене фотофизике), компаније створене да испоручује инструменте на основу рада његове групе. Добио је Нобелову награду за хемију 1967. заједно са Манфредом Ајгеном и Роналдом Џорџом Рајфордом Норишом. Исте године постао је гостујући професор на Универзитетском колеџу у Лондону.
Портер је дао велики допринос јавном разумевању науке . Постао је председник Британског научног удружења 1985. године и био је оснивачки председник Комитета за јавно разумевање науке. Одржао је предавање Romanes Lecture, под називом "Наука и људска сврха", на Универзитету у Оксфорду 1978. године; а 1988. одржао је предавање Richard Dimbleby Lecture „Само знање је моћ“. Од 1990. до 1993. држао је на Грешам колеџу у Лондону предавања из астрономије.

### Награде и почасти
Портер је 1960. изабран за члана Краљевског друштва (ФРС), за члана Америчке академије уметности и наука 1979, за члана Америчког филозофског друштва 1986,  и служио је као Председник Краљевског друштва од 1985. до 1990. године. Одликован је и Дејвијевом медаљом 1971, Рамфордовом медаљом 1978, Елисон-Клиф медаљом 1991. и Коплијевом медаљом 1992.
Портер је такође добио звање почасног доктора на Универзитету Хериот-Ват 1971.
Проглашен је витезом 1972. године, именован за Орден за заслуге 1989. и постао је доживотни племић као барон Портер од Луденхама, у округу Кент, 1990. године. Године 1995. добио је звање почасног степена (доктор права) Универзитета у Бату.
Године 1976. одржао је Божићно предавање Краљевске институције о Природној историји сунчевог зрака.
Портер је био канцелар Универзитета у Лестеру између 1984. и 1995. Године 2001. зграда хемије на универзитету је названа Џорџ Портер зграда у његову част.

## Породица
Портер се 1949. оженио Стелом Џин Брук.

## Публикације
- Chemistry for the Modern World (1962)
- Chemistry in Microtime (1996)